# American Movie Awards
Die American Movie Awards sind eine Preisgala, bei der Filmpreise in verschiedenen Kategorien verliehen werden. Die ersten beiden Preisverleihungen fanden 1980 und 1982 in Beverly Hills statt, und ehrten unter anderem Meryl Streep, Warren Beatty, Clint Eastwood und Steven Spielberg. Die American Movie Awards wurden 2013 mit einem Schwerpunkt auf Independent-Filmen in Las Vegas wieder aufgenommen.

## Preisträger

### 1980
- Bester Film: Rocky II
- Bester Hauptdarsteller: Alan Alda (Die Verführung des Joe Tynan)
- Beste Hauptdarstellerin: Sally Field (Norma Rae – Eine Frau steht ihren Mann)
- Bester Nebendarsteller: Robert Duvall (Apocalypse Now)
- Beste Nebendarstellerin: Meryl Streep (Die durch die Hölle gehen)
- Bester Regisseur: Michael Cimino (Die durch die Hölle gehen)
- Bestes Drehbuch: Das China-Syndrom
- Bester Originalsong: Der Mann aus San Fernando
- Beliebtester Filmstar – Weiblich: Jane Fonda
- Beliebtester Filmstar – Männlich: Burt Reynolds
- Special Marquee: Clint Eastwood[6]

### 1982
- Bester Film: Jäger des verlorenen Schatzes
- Bester Hauptdarsteller: Henry Fonda (Am goldenen See)
- Beste Hauptdarstellerin: Katharine Hepburn (Am goldenen See)
- Bester Nebendarsteller: John Gielgud (Arthur – Kein Kind von Traurigkeit)
- Beste Nebendarstellerin: Jane Fonda (Am goldenen See)
- Bester Regisseur: Steven Spielberg (Jäger des verlorenen Schatzes)
- Bestes Drehbuch: Jäger des verlorenen Schatzes
- Bester Originalsong: Endlose Liebe
- Beliebtester Filmstar – Weiblich: Sally Field
- Beliebtester Filmstar – Männlich: Alan Alda
- Special Marquee: John Williams
- Special Marquee: Hal B. Wallis
- Special Marquee: Warren Beatty (Reds)[7]

### 2014
- Großer Preis der Jury: Magic Magic
- Bester Spielfilm: Another Sertao
- Bester Narrativer Kurzfilm: Living Memories
- Bester Dokumentarfilm: Soldiers' Sanctuary[8]
- Bester Dokumentarkurzfilm: Simple As That
- Bester Animationsfilm: Payada pa' Satan
- Bester Fremdsprachiger Film: Break-Up
- Bester Studentenfilm: Enlightenments
- Bester Experimentalfilm: Muve
- Beste Filmregie: David Jaure (3:13)
- Bester Debütregisseur: Vinod Bharathan (Karma Cartel)
- Bestes Musikvideo: Korn - Love & Meth
- Beste Kamera: Don't Ask Questions
- Bester Schnitt: All About Me
- Bestes Produktionsdesign / Künstlerische Leitung: Korn - Never Never
- Bestes produziertes Drehbuch: Crisis
- Bester Hauptdarsteller: Gianpiero Alicchio (L'appuntamento)
- Beste Hauptdarstellerin: Lea Thompson (The Trouble with the Truth)
- Bester Nebendarsteller: Jared Ward (Check Please)
- Beste Nebendarstellerin: Cooper Shaw (Belleville)
- Special Marquee: The Woodsman and The Farmer
- Special Marquee: Femme - Women Healing the World[9]